# چشمه (شهر)
چشمه (به ترکی استانبولی: Çeşme) شهری است در کشور ترکیه که در استان ازمیر واقع شده‌است. جمعیت این شهر بر اساس سرشماری سال ۲۰۰۸ میلادی ۲۰٬۲۴۷ نفر و بر اساس برآوردهای سال ۲۰۰۹ میلادی ۲۲٬۵۴۴ نفر می‌باشد.

## نگارخانه

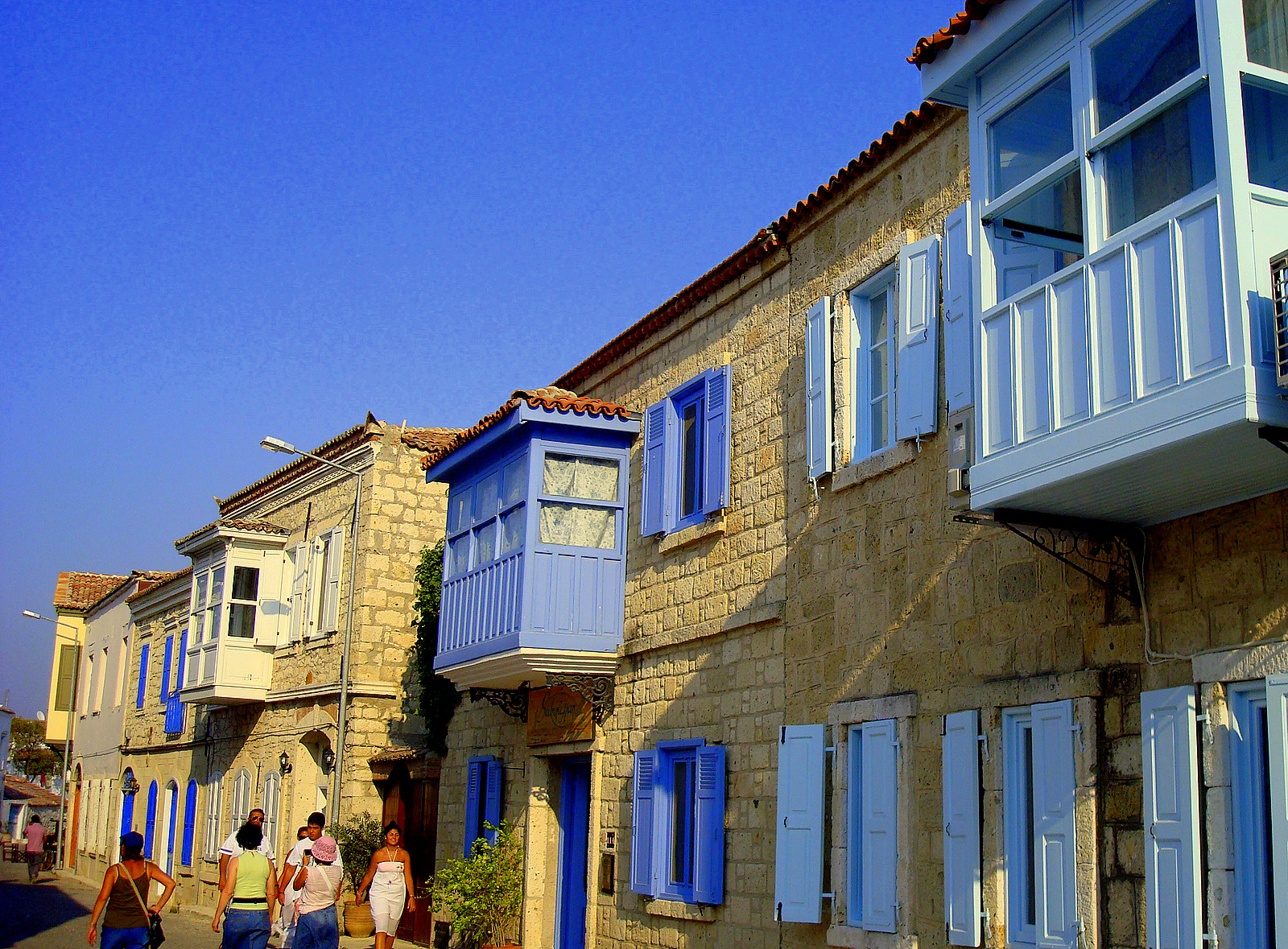
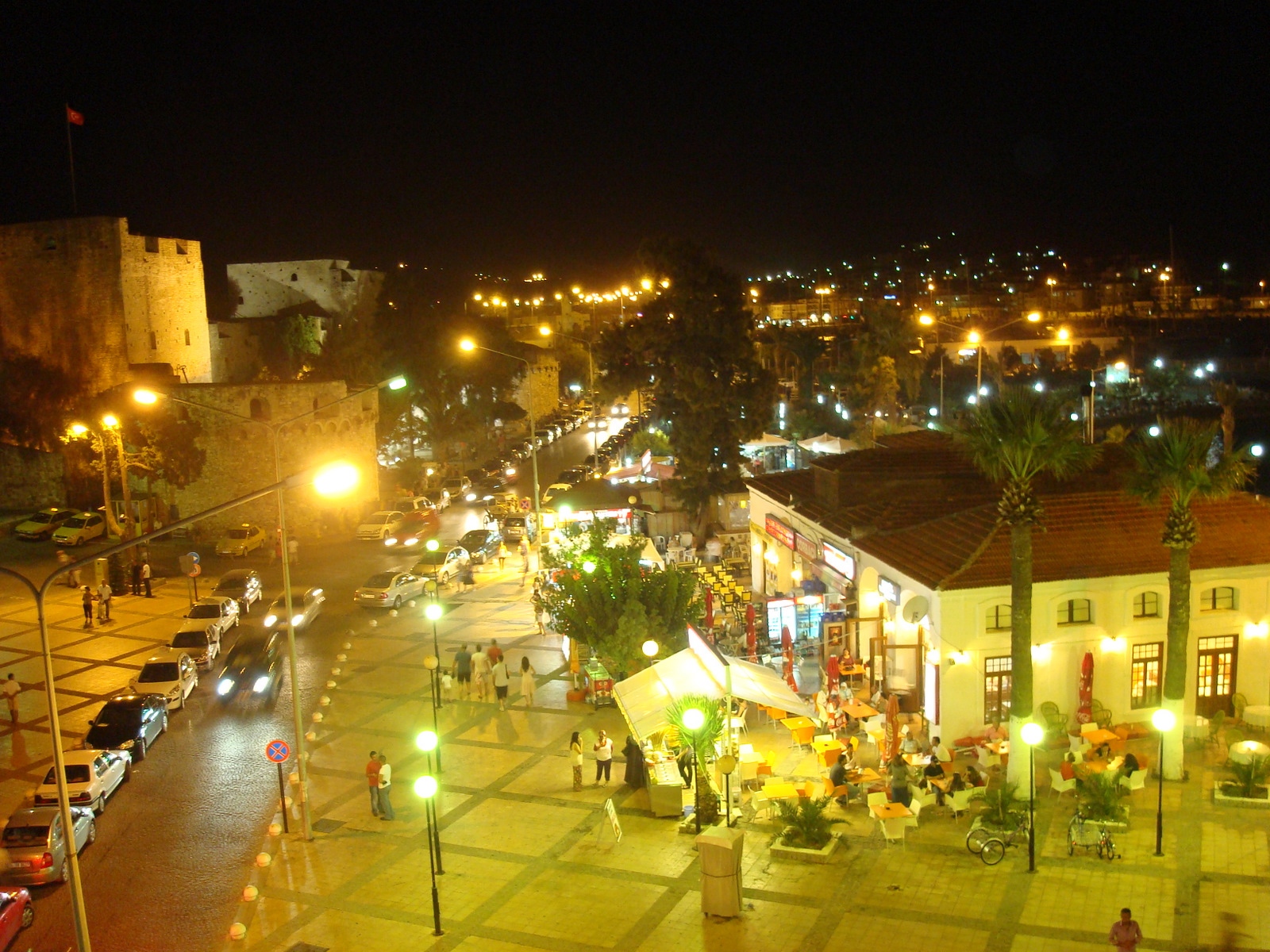